# Золотий ведмідь
«Золоти́й ведмі́дь» (нім. Goldener Bär) — найвища нагорода за найкращий фільм на Берлінському кінофестивалі. Вручається з 1951 року. Автор скульптурного образу — Рене Сінтеніс. «Золотим ведмедем» нагороджується найкращий фільм основного конкурсу, а з 2007 також найкраща короткометражна стрічка. З 1982 року присуджують також Почесний «Золотий ведмідь» окремим кінематографістам за видатний внесок у кіномистецтво.
Окрім «Золотого ведмедя» на Берлінському кінофестивалі присуджують «Срібного ведмедя». Ведмеді є символами Берліна, вони присутні на гербі та на прапорі Берліна.

## Лауреати премії «Золотий ведмідь»
| Рік  | Фільм                                 | Оригінальна назва                      | Режисер                  | Країна                               |
| ---- | ------------------------------------- | -------------------------------------- | ------------------------ | ------------------------------------ |
| 2022 | Алькаррас                             | Alcarràs                               | Карла Сімон              | Іспанія,Італія                       |
| 2021 | Недоречний трах, або Божевільне порно | Babardeală cu bucluc sau porno balamuc | Раду Жуде                | Румунія, Чехія, Хорватія, Нідерланди |
| 2020 | Тут немає зла                         | شیطان وجود ندارد                       | Мохаммад Расулоф         | Іран, Чехія, Німеччина               |
| 2019 | Синоніми                              | Synonymes                              | Надав Лапід              | Франція, Ізраїль, Німеччина          |
| 2018 | Не торкайся                           | Touch Me Not                           | Адіна Пінтіліє           | Румунія                              |
| 2017 | Тіло і душа                           | Teströl és lélekröl                    | Ільдіко Еньєді           | Угорщина                             |
| 2016 | Море у вогні                          | Fuocoammare                            | Джанфранко Розі          | Італія/Франція                       |
| 2015 | Таксі                                 | تاکسی                                  | Джафар Панагі            | Іран                                 |
| 2014 | Чорне вугілля, тонкий лід             | 白日焰火                               | Дяо Інань                | Китай                                |
| 2013 | Поза дитини                           | Child Pose                             | Келін Петер Нецер        | Румунія                              |
| 2012 | Цезар має померти                     | Cesare deve morire                     | Брати Тавіані            | Італія                               |
| 2011 | Надер і Симін: Розлучення             | Jodaeiye Nader az Simin                | Асгар Фархаді            | Іран                                 |
| 2010 | Мед                                   | Bal                                    | Семіх Капланоглу         | Туреччина                            |
| 2009 | Молоко скорботи                       | La Teta Asustada                       | Клаудіа Льоса            | Перу                                 |
| 2008 | Елітний загін                         | Tropa de Elite                         | Жозе Паділья             | Бразилія                             |
| 2007 | Весілля Туї                           | Tuya de hun shi                        | Ван Чуанань              | Китай                                |
| 2006 | Грбавіца                              | Grbavica                               | Ясміла Жбаніч            | Боснія і Герцеговина                 |
| 2005 | Кармен з Каелітші                     | U-Carmen e-Khayelitsha                 | Марк Дорнфорд-Мей        | ПАР                                  |
| 2004 | Головою об стіну                      | Gegen die Wand                         | Фатіх Акін               | Німеччина/Туреччина                  |
| 2003 | У цьому світі                         | In this World                          | Майкл Вінтерботтом       | Велика Британія                      |
| 2002 | Віднесені привидами                   | 千 と 千尋 の 神隠し                   | Хаяо Міядзакі            | Японія                               |
| 2002 | Кривава неділя                        | Bloody Sunday                          | Пол Грінграсс            | Велика Британія/Ірландія             |
| 2001 | Інтимна зв'язок                       | Intimité                               | Патріс Шеро              | Франція                              |
| 2000 | Магнолія                              | Magnolia                               | Пол Томас Андерсон       | США                                  |
| 1999 | Тонка червона лінія                   | The Thin Red Line                      | Терренс Малік            | США                                  |
| 1998 | Центральний вокзал                    | Central do Brasil                      | Вальтер Саллес           | Бразилія                             |
| 1997 | Народ проти Ларрі Флінта              | The People vs. Larry Flynt             | Мілош Форман             | США                                  |
| 1996 | Розум та почуття                      | Sense and Sensibility                  | Енг Лі                   | США                                  |
| 1995 | Приманка                              | L' Appât                               | Бертран Таверньє         | Франція                              |
| 1994 | В ім'я батька                         | In the Name of the Father              | Джим Шерідан             | Велика Британія/Ірландія             |
| 1993 | Жінки з озера Духмяних душ            | Xian Hunnü                             | Се Фей                   | Китай                                |
| 1993 | Весільний бенкет                      | 喜宴                                   | Енг Лі                   | Тайвань                              |
| 1992 | Великий каньйон                       | Grand Canyon                           | Лоуренс Кездан           | США                                  |
| 1991 | Будинок посмішок                      | La Casa del sorriso                    | Марко Феррері            | Італія                               |
| 1990 | Музична скринька                      | Music Box                              | Коста-Гаврас             | США                                  |
| 1990 | Жайворонки на нитці                   | Skrivanci Na Nitich                    | Іржі Менцель             | Чехословаччина                       |
| 1989 | Людина дощу                           | Rain Man                               | Баррі Левінсон           | США                                  |
| 1988 | Червоний гаолян                       | 红 高梁                                | Чжан Їмоу                | Китай                                |
| 1987 | Тема                                  | Тема                                   | Гліб Панфілов            | СРСР                                 |
| 1986 | Штаммхайм                             | Stammheim                              | Райнгард Гауф            | ФРН                                  |
| 1985 | Жінка та чужий                        | Die Frau und der Fremde                | Райнер Зімон             | НДР                                  |
| 1985 | Ветербі                               | Wetherby                               | Девід Гейр               | Велика Британія                      |
| 1984 | Потоки любові                         | Love Streams                           | Джон Кассаветіс          | США                                  |
| 1983 | Влада                                 | Ascendancy                             | Едвард Беннетт           | Велика Британія                      |
| 1983 | Рой                                   | La colmena                             | Маріо Камус              | Іспанія                              |
| 1982 | Туга Вероніки Фосс                    | Die Sehnsucht der Veronika Voss        | Райнер Вернер Фассбіндер | ФРН                                  |
| 1981 | Швидше! Швидше!                       | Deprisa deprisa                        | Карлос Саура             | Іспанія                              |
| 1980 | У глибині країни                      | Heartland                              | Річард Пірс              | США                                  |
| 1980 | Палермо, або Вольфсбург               | Palermo oder Wolfsburg                 | Вернер Шретер            | ФРН                                  |
| 1979 | Давид                                 | David                                  | Петер Лілієнталь         | ФРН                                  |
| 1978 | Форелі                                | Las truchas                            | Хосе Луїс Гарсіа Санчес  | Іспанія                              |
| 1978 | Що сказав Макс                        | Las palabras de Max                    | Еміліо Мартінес Лазаро   | Іспанія                              |
| 1977 | Сходження                             | Восхождение                            | Лариса Шепітько          | СССР                                 |
| 1976 | Буффало Білл і індіанці               | Buffalo Bill and the Indians           | Роберт Альтман           | США                                  |
| 1975 | Будинок на околиці                    | Örökbefogadas                          | Марта Месарош            | Угорщина                             |
| 1974 | Виховання Дадді Кравітца              | The Apprenticeship of Duddy Kravitz    | Тед Котчефф              | Канада                               |
| 1973 | Віддалений грім                       | Ashani Sanket                          | Сатьяджит Рай            | Індія                                |
| 1972 | Кентерберійські оповідання            | I racconti di Canterbury               | П'єр Паоло Пазоліні      | Італія/Франція                       |
| 1971 | Сад Фінці-Контіні                     | Il giardino dei Finzi Contini          | Вітторіо Де Сіка         | Італія/ФРН                           |
| 1970 | призи не присуджували                 | призи не присуджували                  | призи не присуджували    | призи не присуджували                |
| 1969 | Ранні турботи                         | Rani Radovi                            | Желімір Жилнік           | Югославія                            |
| 1968 | Ене, бене, рес                        | Ole Dole Doff                          | Ян Труель                | Швеція                               |
| 1967 | Старт                                 | Le Départ                              | Єжи Сколімовський        | Бельгія                              |
| 1966 | Тупик                                 | Cul-de-sac                             | Роман Полянський         | Велика Британія                      |
| 1965 | Альфавіль                             | Alphaville                             | Жан-Люк Годар            | Франція/Італія                       |
| 1964 | Посушливе літо                        | Susuz yaz                              | Ісмаїл Метін             | Туреччина                            |
| 1963 | Повість про жорстокість бусидо        | 武士道 残酷 物语                       | Тадасі Імаї              | Японія                               |
| 1963 | Диявол                                | Il Diavolo                             | Джан Луїджі Полідоро     | Італія                               |
| 1962 | Такого роду любов                     | A Kind of Loving                       | Джон Шлезінгер           | Велика Британія                      |
| 1961 | Ніч                                   | La Notte                               | Мікеланджело Антоніоні   | Італія/Франція                       |
| 1960 | Ласарільо з Тормеса                   | El Lazarillo de Tormes                 | Сесар Ардавін            | Іспанія/Італія                       |
| 1959 | Кузени                                | Les Cousins                            | Клод Шаброль             | Франція                              |
| 1958 | Сунична галявина                      | Smultronstället                        | Інгмар Бергман           | Швеція                               |
| 1957 | 12 розгніваних чоловіків              | Twelve Angry Men                       | Сідні Люмет              | США                                  |
| 1956 | Запрошення до танцю                   | Invitation to the dance                | Джин Келлі               | США                                  |
| 1955 | Щури                                  | Die Ratten                             | Роберт Сьодмак           | ФРН                                  |
| 1954 | Вибір Хобсона                         | Hobson's Choice                        | Девід Лін                | Велика Британія                      |
| 1953 | Плата за страх                        | Le Salaire de la peur                  | Анрі-Жорж Клузо          | Франція/Італія                       |
| 1952 | Вона танцювала лише одне літо         | Hon dansade en sommer                  | Арне Маттсон             | Швеція                               |
| 1951 | Четверо у джипі                       | Die vier im jeep                       | Леопольд Ліндтберг       | Швейцарія                            |
| 1951 | Правосуддя відбулося                  | Justice est faite                      | Андре Кайят              | Франція                              |
| 1951 | Адреса невідома                       | Sans laisser d'adresse                 | Жан-Поль Ле Шануа        | Франція                              |
| 1951 | Бівер Велей                           | Beaver Valley                          | Джеймс Алгар             | США                                  |
| 1951 | Попелюшка                             | Cinderella                             | Волт Дісней              | США                                  |

## Почесний «Золотий ведмідь»
| Рік  | Лауреат(и)                            |
| ---- | ------------------------------------- |
| 1982 | Джеймс Стюарт                         |
| 1988 | Алек Гіннесс                          |
| 1989 | Дастін Гоффман                        |
| 1990 | Олівер Стоун                          |
| 1993 | Грегорі Пек та Біллі Вайлдер          |
| 1994 | Софі Лорен                            |
| 1995 | Ален Делон                            |
| 1996 | Еліа Казан та Джек Леммон             |
| 1997 | Кім Новак                             |
| 1998 | Катрін Денев                          |
| 1999 | Ширлі Маклейн                         |
| 2000 | Жанна Моро                            |
| 2001 | Кірк Дуглас                           |
| 2002 | Роберт Альтман та Клаудія Кардінале   |
| 2003 | Анук Еме                              |
| 2004 | Фернандо Соланас                      |
| 2005 | Ім Гвон-тхек та Фернандо Фернан Гомес |
| 2006 | Анджей Вайда та Ієн Маккеллен         |
| 2007 | Артур Пенн                            |
| 2008 | Франческо Розі                        |
| 2009 | Моріс Жарр                            |
| 2010 | Вольфганг Кольхазе та Ганна Шигулла   |
| 2011 | Армін Мюллер-Шталь                    |
| 2012 | Меріл Стріп                           |
| 2013 | Клод Ланзман                          |
| 2014 | Кен Лоуч                              |
| 2015 | Вім Вендерс                           |
| 2016 | Міхаель Балльхаус                     |
| 2017 | Мілена Канонеро                       |
| 2018 | Віллем Дефо                           |
| 2019 | Шарлотта Ремплінг                     |
| 2020 | Гелен Міррен                          |
| 2022 | Ізабель Юппер                         |